# Edificios Municipales de Chillán
Los Edificios Municipales de Chillán, son un conjunto de edificaciones ubicadas en el costado poniente de la Plaza de armas de Chillán, en la capital de la Región de Ñuble, Chile. Está compuesto por el Edificio Consistorial de Chillán, una oficina del Servicio de Vivienda y Urbanización, el Centro de Extensión de la Universidad del Bío-Bío, el Teatro Municipal de Chillán y el Centro Cultural Municipal de Chillán. Toda la estructura es considerada Inmueble de conservación histórica.

## Historia
El conjunto de edificios fue ideado por los arquitectos Ricardo Müller y Enrique Cooper, como parte de la reconstrucción de la ciudad, tras el Terremoto de Chillán de 1939. De manera inicial, el proyecto contemplaba solamente al Edificio Consistorial, sin embargo, mientras transcurría el año de 1939, el alcalde de la época, Ernesto Arrau, vio necesario incluir a otros servicios. En 1943, se dio aviso que el teatro quedaría inconcluso por falta de recursos, siendo el alcalde don Germán Sandoval, el primero en la búsqueda del financiamiento para la finalización de la obra.
Tras el Golpe de Estado en Chile de 1973, el edificio consistorial sufre la pérdida del mural Principio y fin, hecho por Julio Escámez.
Los edificios pasaron por una etapa final de construcción durante los años 2016 y 2022, primero con la inauguración del Teatro Municipal de Chillán, tras más de setenta años de espera, y el segundo, con la inauguración del Centro Cultural Municipal de Chillán, tras ochenta años de espera.

## Galería

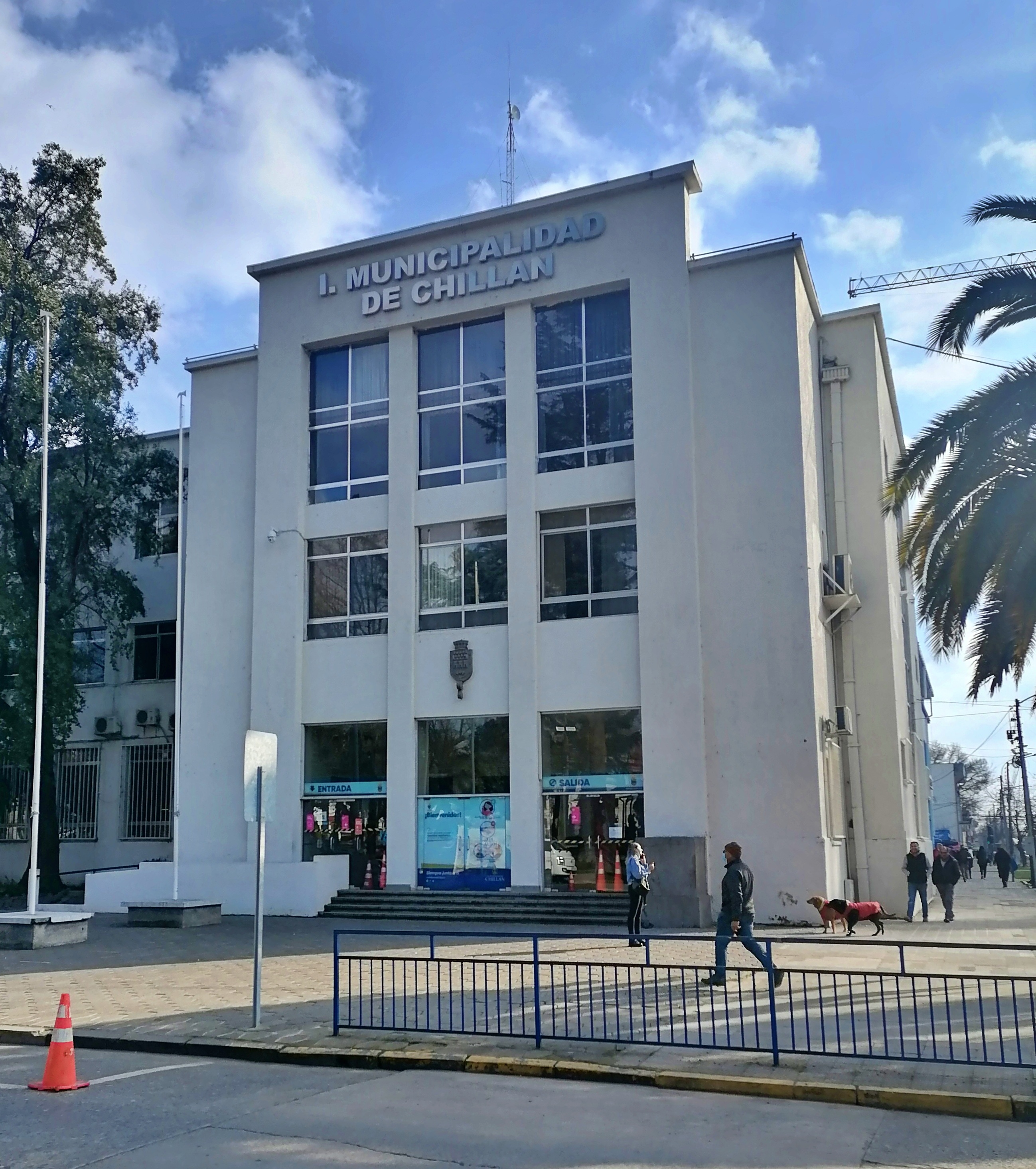
Casa Consistorial de Chillán
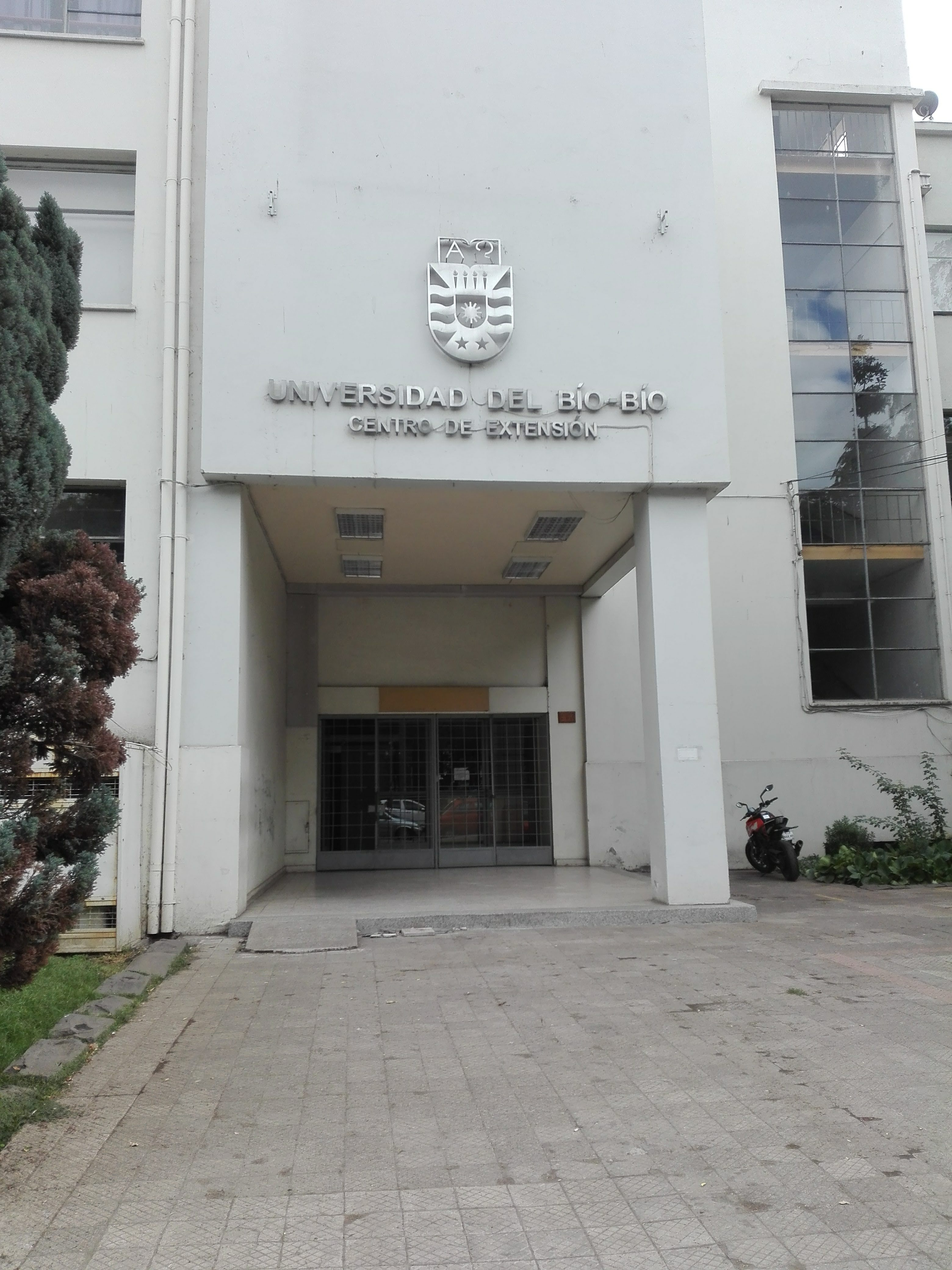
Centro de Extensión de la Universidad del Bío-Bío
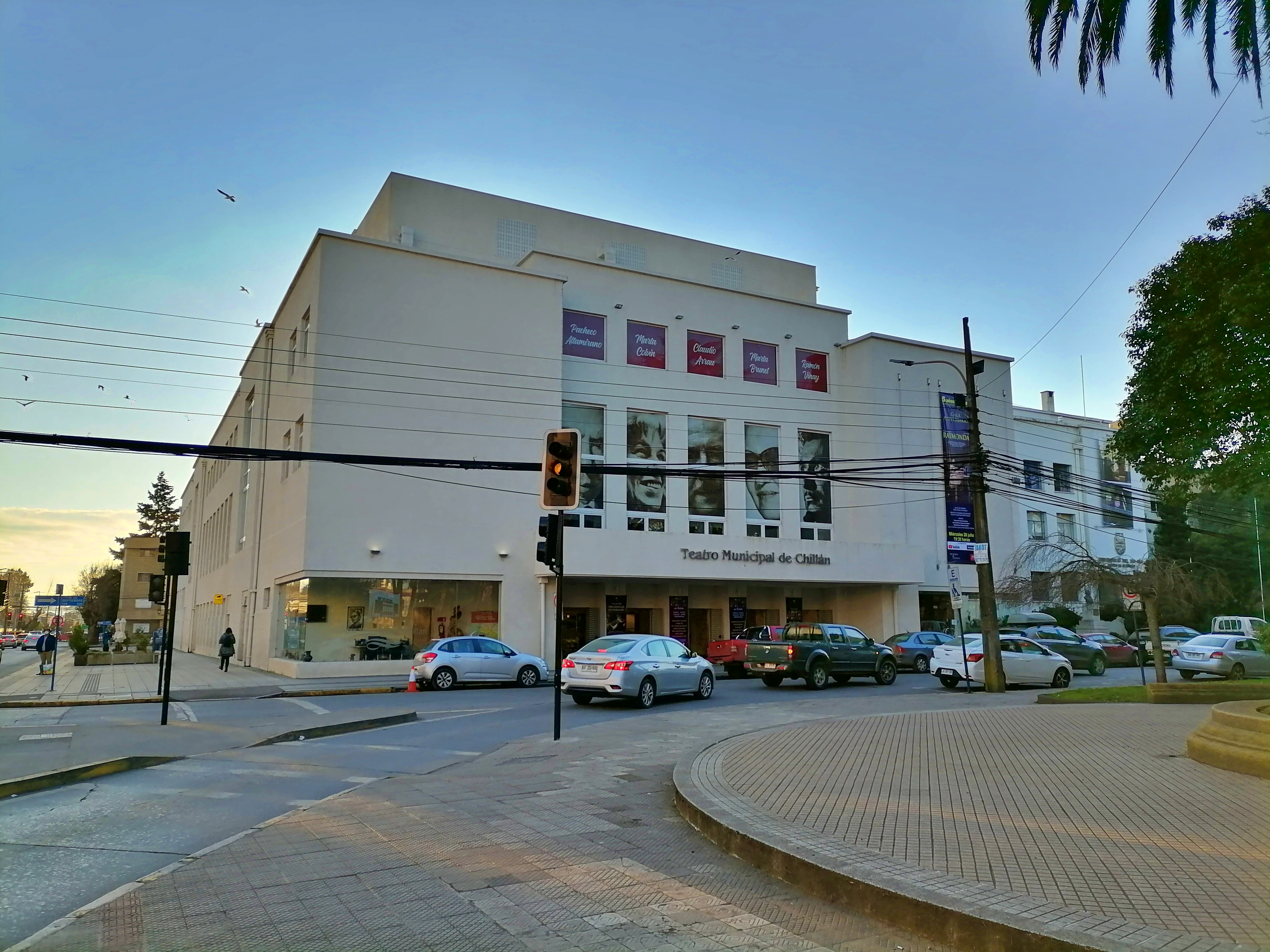
Teatro Municipal de Chillán
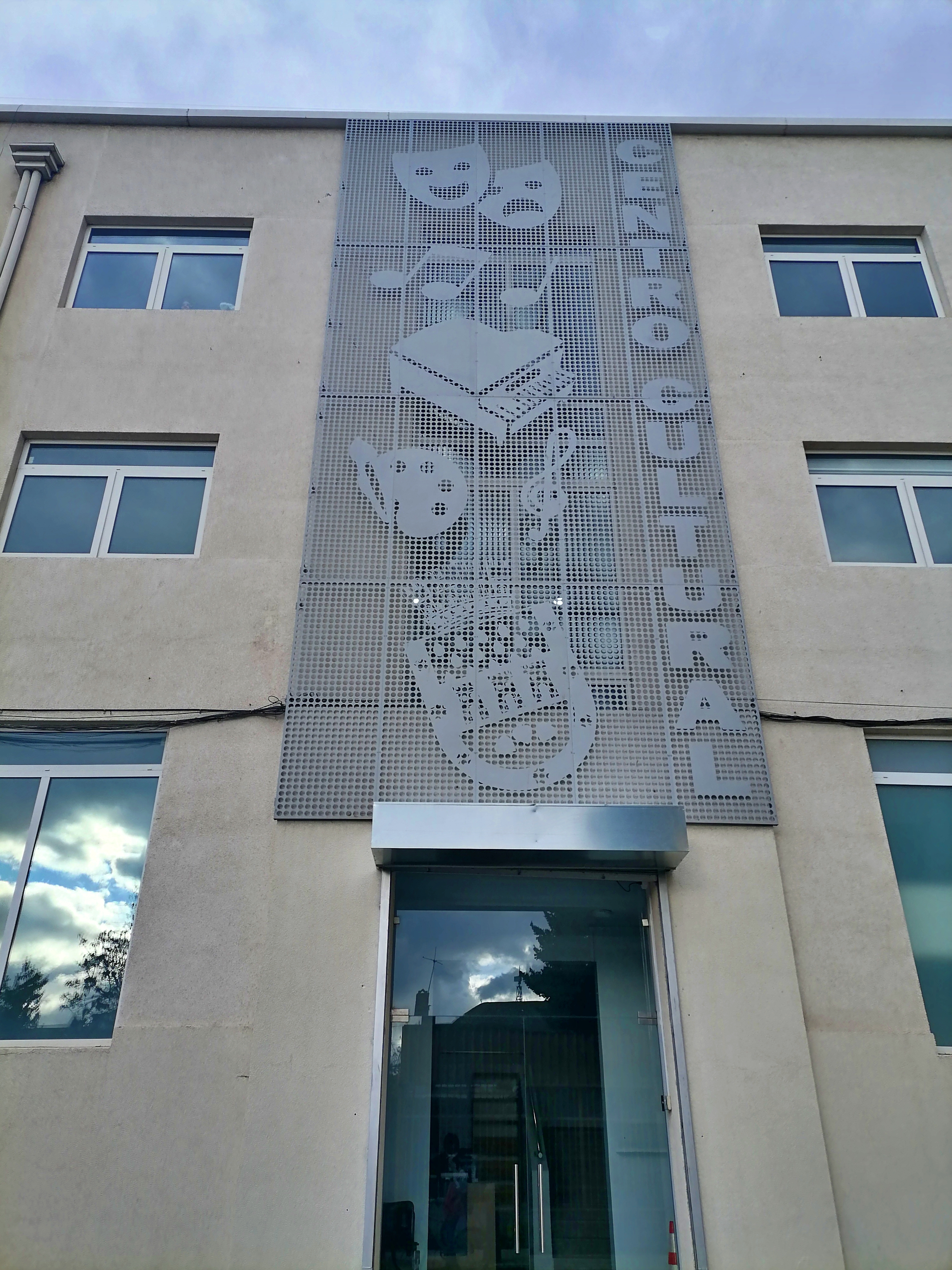
Centro Cultural Municipal de Chillán, ubicado detrás del teatro